# Jasione cavanillesii
Jasione cavanillesii là loài thực vật có hoa trong họ Hoa chuông. Loài này được C.Vicioso mô tả khoa học đầu tiên năm 1946.